# Вершківка
Вершкі́вка — різновид желе, який готують на основі збитих вершків і алкоголю. Традиційний десерт української кухні.

## Рецепт
На 4 склянки вершків — 25 гр желатину, 1 чарка міцного вина (або будь-який напій міцністю ~20 %), 1½ склянки цукру.
Розвести желатин у 3 столових ложках води і поставити на вогонь, після чого додати до нього вино та цукор, процідити і охолодити. Збити вершки, коли почне гуснути приготовлений перш желатин, додати до нього потрошку вершків, добре перемішати і поставити у холодне місце.